# الإسلام في عمان
الإسلام هو الدين الرسمي في عُمان، وقد دخلها خلال حياة النبي محمد في أوائل القرن السابع. عين النبي محمد عمرو بن العاص حاكمًا على عُمان، وظل في هذا المنصب حتى وفاته في عام 632 ميلادي. سلم عمرو بن العاص وسعيد بن أوس الأنصاري رسالة النبي محمد إلى حكام عُمان من إخوة الجلندى، يدعوهم فيها إلى اعتناق الإسلام. وقد شكلت هذه الرسالة السلمية بداية انتشار الإسلام في عُمان.
يشكل المسلمون حاليًا 100% من سكان عُمان، حيث ينتمي أكثر من 45% منهم إلى المذهب السني، وحوالي 45% إلى المذهب الإباضي، في حين يحدد 5% منهم أنفسهم بالشيعة.

## تاريخ
انتشر الإسلام في عُمان بسلام في أوائل القرن السابع الميلادي بفضل جهود النبي محمد. في البداية، تأثرت عُمان بالمذهب السني بفضل تعاليم عمرو بن العاص. ثم ظهر المذهب الإباضي بعد هجرة أتباعه من البصرة في العراق.
تأسست أول دولة إباضية في عُمان في عام 750 ميلادي خلال الفترة الانتقالية بعد سقوط الخلافة الأموية، ولكنها سقطت في يد الخلافة العباسية عام 752 ميلادي. تم تأسيس دولة إباضية جديدة في عام 793 ميلادي، واستمرت حتى استعاد العباسيون السيطرة عليها في عام 893 ميلادي. في العصور اللاحقة، تم إعادة إحياء الإمامات الإباضية في العصر الحديث، ولا يزال الإباضيون يشكلون جزءًا من المجتمع العُماني، بما في ذلك العائلة المالكة. يتبع النظام الملكي الحالي، الذي أطاح بالإمامة الإباضية، المذهب الإباضي أيضًا.

## اقرأ أيضا
- رسائل النبي محمد إلى أهل عمان